# Trish Goff
Trish Goff (ur. 8 czerwca 1976 w Pittsburgh) – amerykańska modelka.
Pierwsze kroki w zawodzie modelki zaczęła stawiać w 1991 roku w Miami. W 1994 roku przeniosła się do Nowego Jorku, gdzie podpisała kontrakt z agencją IMG. Wkrótce zaczęła współpracować ze znanymi fotografikami z branży mody, takimi jak: Richard Avedon oraz Arthur Elgort. Jeszcze w tym samym roku podpisała międzynarodowe kontrakty z oddziałami IMG w: Londynie, Paryżu i Mediolanie. Trish wielokrotnie pozowała na stronach i okładkach włoskiego, brytyjskiego i niemieckiego wydania miesięcznika poświęconego modzie Vogue. Oprócz tego pojawiała się na okładkach amerykańskiej edycji Cosmopolitan, niemieckiej edycji Marie Claire oraz włoskiej edycji Glamour. Ma na swym koncie liczne kampanie reklamowe dla firm: Versace, Max Mara, Kenar, Chanel, Christian Dior, Christian Lacroix, H&M, MaxMara, Ralph Lauren, Sportmax, Valentino i Yves Saint Laurent. Wielokrotnie prezentowała kolekcje takich projektantów i domów mody jak: Chanel, Christian Dior, Dolce & Gabbana, Valentino, Versus, Yōji Yamamoto, Jean-Paul Gaultier, Moschino, Prada, Emanuel Ungaro, Givenchy, Donna Karan, Anna Sui, Calvin Klein, Balenciaga, Marc Jacobs i Viktor & Rolf.